# Breuna
Breuna (dolnoniem. Brüne) – miejscowość i gmina w Niemczech, w kraju związkowym Hesja, w rejencji Kassel, w powiecie Kassel.

## Współpraca
Miejscowości partnerskie:
- Gehlberg, Turyngia
- Predappio, Włochy